# キューティ・ブロンド (ミュージカル)
『キューティ・ブロンド』（Legally Blonde）は、2007年のローレンス・オキーフとネル・ベンジャミンの作詞作曲、ヘザー・ハックの脚本によるミュージカル。アマンダ・ブラウンの小説『Legally Blonde』および2001年の映画『キューティ・ブロンド』を基にしている。
ソロリティに所属するエル・ウッズが、元彼ワーナーとよりを戻すためにハーバード・ロー・スクールに入学する。自分の法律の知識が他の人たちを助けることができることに気付き、殺人事件の裁判でエクササイズ・クイーンのブルック・ウィンダムを弁護して勝訴する。最初こそエルを信頼する人物は少ないが、自分に正直なエルは皆の予想を裏切り驚かせる。
カリフォルニア州サンフランシスコでブロードウェイ上演前の試験興行が行なわれた。2007年4月、ブロードウェイに移行したが、評価は賛否両論でチケットの売れ行きも良くなかった。ジェリー・ミッチェルが演出および振付を担当した。オリジナル・キャストとしてローラ・ベル・バンディがエル役、クリスチャン・ボールがエメット役、リチャード・H・ブレイクがワーナー役となった。トニー賞において7部門でノミネート、ドラマ・デスク・アワードで10部門ノミネートされたが、いずれも受賞にはいたっていない。2010年1月、サヴォイ・シアターにてウェスト・エンド・プロダクションが開幕した。ウェスト・エンド・プロダクションはローレンス・オリヴィエ賞5部門にノミネートされ、新作ミュージカル作品賞など3部門で受賞した。
2007年9月に収録が行なわれ、2007年10月にMTVで放送された。その後、次のシーズンのブロードウェイ公演のエル役のオーディション番組『Legally Blonde: The Musical – The Search for Elle Woods』が放送された。2008年7月23日から10月19日の閉幕まで優勝者のベイリー・ハンクスがエル役を演じた。準優勝者のオータム・ハルバートがハンクスの代役となった。

## 概要
2007年、映画『キューティ・ブロンド』のミュージカル作品が上演された。脚本はヘザー・ハック、音楽・詞はローレンス・オキーフとニール・ベンジャミンが担当。原作はアマンダ・ブラウンの小説と2001年に公開された同名の映画。サンフランシスコのゴールデン・ゲート劇場にてトライアウト上演後、ブロードウェイのパレス劇場にて4月3日から30回上演されたプレビュー公演を経て、4月29日から2008年10月19日まで595公演が上演された。本公演はトニー賞のミュージカル主演女優賞（エル役ローラ・ベル・バンディ）、ミュージカル助演男優賞（エメット役クリスチャン・ボール）、ミュージカル助演女優賞（ポーレット役オルフェ）など7つの賞にノミネートされた。2007年9月18日にはMTVの特別収録が行われた。これとは別に無観客で2回の収録が行われ、合計3回の映像を元にMTV放送用の映像が制作された。 2008年、2010年に全米ツアー公演が行われた。
2009年11月14日から2010年3月14日まで韓国のコエックス・アルティウムにてアジア初演となる公演が上演された。エル役はジェシカ。2012年11月16日から2013年3月17日までエル役をジェシカ、チョン・ウンジ、チェ・ウリのトリプルキャストで上演された。
イギリスではウエスト・エンドのサヴォイ劇場にて2009年12月5日から上演されたプレビュー公演を経て、2010年1月13日から2012年4月7日まで上演され、ブロードウェイでの公演数を上回る974公演が上演された。本公演はローレンス・オリヴィエ賞の新作ミュージカル作品賞、ミュージカル主演女優賞（エル役シェリダン・スミス）、ミュージカル助演女優賞（ポーレット役ジル・ハーフペニー）を受賞した。2011年、全英ツアー公演が行われた。
2011年6月23日からフィンランドのサンパリンナ野外劇場にて北欧初演となる公演が上演された。
2012年10月4日からオーストラリアのスターズ・リリック劇場にて上演された。本公演はヘルプマン賞のミュージカル作品賞、ミュージカル主演女優賞（エル役ルーシー・デュラック）、ミュージカル助演女優賞（ポーレット役ヘレン・ダリモア）など5つの賞を受賞した。
2013年7月19日からドミニカ共和国の国立劇場にて上演された。エル役は日系ドミニカ人のアカリ・エンドウ。本公演はソベラノ賞のミュージカル作品賞、男優賞（エメット役エクトル・アニバル）、女優賞（エル役アカリ・エンドウ）など4つの賞にノミネートされた。
2013年8月24日、洗足学園音楽大学ミュージカルコース主催の「中高生のためのミュージカル」公演として、同大学ビッグマウスにて日本初演が上演された。東宝、関西テレビ放送製作の公演が2017年3月21日から東京のシアタークリエ、日本全国で上演。エル役は神田沙也加。

## あらすじ

### 第1幕
UCLAのソロリティDelta Nuに所属する女子たちは代表のエル・ウッズがボーイフレンドのワーナー・ハンティントン3世にその夜プロポーズされると予期して前祝いする。マーゴットに導かれ、セレナとピラーら女子たちはプロポーズされるに相応しい完璧なドレスを選ぶ("Omigod You Guys")。しかしエルがワーナーとのディナーのデートに行くと、ワーナーは上院議員となる夢を叶えるために真剣に交際できる女性が必要としてエルに別れを告げる("Serious")。
12日間、エルは酷く落胆して部屋に引きこもる("Daughter Of Delta Nu")。しかし自分こそふさわしいことを証明するためワーナーを追いかけてハーバード・ロー・スクールに入学することを決意する。Delta Nuのメンバーのケイトの助けにより、エルは受験勉強をする。自己推薦書の代わりに、エルはチアリーダーのグループの応援を受けハーバードの入学事務局に押しかける。愛のためなら頑張れると熱弁し、入学を許可される("What You Want")。
ハーバードに入学することとなったエルは、成績優秀なクラスメートたちにはその服装や人柄を受け入れられず、唯一味方となってくれるのは法科のティーチングアシスタントのエメット・フォレストのみである("The Harvard Variations")。しかし授業中、エメットは残忍なキャラハン教授からはエルを守ることができない("Blood In The Water")。クラスメートのヴィヴィアン・ケンジントンの提案によりキャラハン教授はエルを準備不足として教室から追い出す。実はヴィヴィアンはワーナーの新しいガールフレンドであったのである。エルの前にDelta Nuの仲間の幻が登場し、コロスでエルが前向きでいるよう励ます("Positive")。
金髪が問題なのだと思い込んだエルは髪をブルネットにする決心をする。美容院ヘア・アフェアに行くと、美容師のポーレットはカウンセリングで愛のために髪色を変える決意をしたエルに、ハンサムなアイルランド人との出会いの夢を語り("Ireland")、諦めず自らを軽んじることのないように勇気づける。美容院にて、次の金曜のパーティについて相談していたヴィヴィアンが突然エルをコスチューム・パーティとして招待する。ポーレットはエルを元気づけながらパーティのための衣裳を渡して送り出す("Ireland (Reprise)")。
バニーガールの衣裳でパーティに向かったエルは誰も衣裳を着ていないのを見てすぐにヴィヴィアンに騙されたことに気付く。それでもエルはワーナーを取り戻そうとするが、ワーナーの心は動かない("Serious (Reprise)")。エルはパーティを飛び出してエメットと会い、エメットはエルの恋愛問題を理解しようと努力する。エメットはエルに優先順位を考えさせ、エルはワーナーへの執念こそがワーナーの心を遠ざけていることに気付く("Chip On My Shoulder")。ワーナーに気に入られたいという気持ちから解放され、エルはディベートの授業でワーナーを言い負かす。エルは法律用語を用いてポーレットが元カレから飼い犬を取り戻す手助けをし、自身が法律を理解し始めていることを実感する。
イーニッド・フープスと共に、ワーナーとヴィヴィアンはキャラハン教授の人気のインターンシップに選ばれ、ワーナーはエルの目の前でヴィヴィアンにプロポーズする。ヴィヴィアンはプロポーズを受け入れてキスをする。エルは落ち込むが、エメットがエルの名も入ったインターンシップ・リストを見せる。エルが世間に受け入れられていると感じることに男性は必要なく、自分自身を信じることこそが必要だと気付く。大喜びのエルはワーナーをディスり、母親に電話して近況報告をし、裁判に備える("So Much Better")。

### 第2幕
エル、キャラハン教授、エメット、ヴィヴィアン、ワーナー、イーニッドはフィットネス・クイーンのブルック・ウィンダムとそのフィットネス・チームによるワークアウトのビデオを観ている("Whipped Into Shape")。キャラハン教授はブルックが億万長者の夫殺害の罪で告訴されていることを伝える。刑務所にて、エルたちはブルックからアリバイを聞き出すことができないが、ブルックは有罪を認めることを拒否する。エルとブルックはDelta Nuの仲間であることが判明し、ブルックはエルに個人的にアリバイを打ち明ける。実はブルックは脂肪吸引を受けており、これが公になるとフィットネスでのキャリアが崩壊する恐れがある。ブルックはエルに誰にも話さないでほしいと約束する("Delta Nu Nu Nu")。エルは依頼人であるブルックのアリバイの秘密を明かさないため、エルだけでなくエメットまでもが弁護団から敬遠される。エメットを元気づけ、キャラハン教授からの印象を良くするため、エルはエメットのイメージチェンジを図る("Take It Like A Man")。
美容院にてエルがマニキュアを受けていると、セクシーなUPS配達員カイルがポーレットに小包を届けにやってくる。ポーレットはカイルに魅了されるが、自分に自信がなく行動に移すことができない。カイルが去り、ポーレットが小包を持ち上げる時の「Bend and Snap」をピラー、セリーナ、マーゴは褒めそやす。Delta Nu出身の3人はポーレットにカイルを振り向かせるために「Bend and Snap」を使うべきだと語り、戻ってきたカイルの前で「Bend and Snap」をすると起き上がる時に誤ってカイルの鼻を打ち付ける("Bend and Snap")。
裁判において、ブルックの家のプール清掃員のニコスはブルックと不倫関係にあり、ブルックの夫殺害の動機に繋がったのかもしれないと主張する。エルはニコスの前で「Bend and Snap」をするが何も起こらず、エルはニコスが同性愛者なのではないかと疑うが、キャラハン教授と弁護団は賛同しない。弁護団はニコスの派手さはヨーロッパ由来の文化の違いと仮定する。エメットはニコスが口を滑らせボーイフレンドはカルロスだと言うのを聞くが、ニコスはベストフレンドと聞き間違えたのだろうと言い訳をする。ニコスが関係性を公にしないことにうんざりしていたカルロスが傍聴席から登場し、ニコスが同性愛者であると明らかにする。ニコスは確かにヨーロッパ出身の同性愛者だと認める("There! Right There! (Gay or European?)")。
その夜遅くキャラハン教授の部屋にて、インターンたちはエルの弁護士能力を称賛する。ワーナーは同性愛と勝訴を結びつけることが難しいと感じる。キャラハン教授はワーナーの言動に苛立ち、コーヒーを取りに行くよう命じる。キャラハン教授はエメットおよびインターンたちを解散させるが、エルのみ残らせる。キャラハン教授はエルに無理矢理キスし、エルはキャラハン教授を平手打ちする。キャラハン教授はエルをクビにする。ワーナーとヴィヴィアンはドア越しにキスを目撃する。2人のキスに怒ったワーナーは背を向けたため、ヴィヴィアンのみが平手打ちを目撃する。キャラハン教授が退室し、ワーナーが入室してエルを嘲笑するが、ヴィヴィアンが制止しエルと共に出て行く。打ちのめされたエルはエメットが止めるのも聞かずに実家に戻る準備をするが、エメットはエルを愛していることに気付く("Legally Blonde")。
エルはポーレットに別れを言うためヘア・アフェアに行こうとするが、ヴィヴィアンとイーニッドが説得する。エルは弁護士らしい紺のスーツを捨て、ピンクのワンピースを着て一団を率いて法廷に戻る。道中、ポーレットに惹かれてきているカイルと偶然会い、アイルランド人であることが明かされると皆でアイリッシュ・ダンスを踊る。裁判にて、ブルックはキャラハン教授を解雇してエルに依頼する("Legally Blonde Remix")。ブルックの継子のチャトニーが目撃者として証言台に立ち、シャワーから出るとブルックが父親の返り血にまみれていたと有罪の証言をする。父親が殺害された日はチャトニーがパーマをかけたと言ったことから、エルはチャトニーのアリバイの欠陥に気付き、法廷を殺人が行なわれたバスルームに移動することを提案する("Scene of the Crime")。再現でエルはポーレットにイーニッドにパーマをかけるよう頼み、イーニッドに事件現場でシャワーを浴びさせる。イーニッドがシャワーから出ると髪が真っ直ぐになっており、チャトニーの髪はパーマがかかっていたことから、エルの髪の手入れの知識からチャトニーはパーマをかけた直後ではない可能性が浮上する。エルの厳しい追及により、チャトニーはブルックと間違えて父親を殺害したのだと認める("Omigod You Guys (Reprise)")。チャトニーは逮捕され、ブルックは無罪となる。
ヴィヴィアンに振られたワーナーはエルにプロポーズする。エルはやんわり断り、この経験により自分は変わったと語る。3年後、エルは卒業生総代となる。ポーレットはエルが卒業生総代を自慢するような人物ではないと語り、エルはスピーチの中でポーレットに「"Where Are They Now"」を歌ってもらう。ポーレットは、イーニッドは家族法を専門に、ヴィヴィアンは平和部隊の訓練に、ワーナーはモデルになるため中退とそれぞれのその後を紹介する。キャラハン教授は州知事選に立候補するが落選し、妻は離婚訴訟にエメットを雇う。ポーレットはカイルと結婚して3人目を妊娠中であり、マサチューセッツ州ウースターに住んで新たな美容院を経営する("Find My Way")。卒業式の最後、エルはエメットにプロポーズして受け入れられる("Finale")。

## 使用楽曲
| † - オリジナル・キャスト・レコーディングには含まれない。 - "Omigod You Guys" – エル、セリーナ、マーゴ、ピラー、セールス、Delta Nuメンバー - "Serious" – ワーナー、エル - "Daughter of Delta Nu" – セリーナ、マーゴ、ピラー、Delta Nuメンバー † - "What You Want" – エル、セリーナ、マーゴ、ピラー、ケイト、エルの両親、グランドマスター・チャド、カンパニー - "The Harvard Variations" – エメット、アーロン、イーニッド、パダマダン、ワーナー、ハーバード大学学生 - "Blood in the Water" – キャラハン教授、チャド、イーニッド、エル、ヴィヴィアン、ハーバード大学学生 - "Positive" – エル、セリーナ、マーゴ、ピラー、コロス - "Ireland" – ポーレット - "Ireland" (Reprise) – ポーレット - "Serious" (Reprise) – エル、ワーナー - "Chip On My Shoulder" – エル、エメット、コロス - "Run Rufus Run/Elle Reflects"- エル、エメット † - "So Much Better" – エル、コロス、カンパニー | - "Whipped into Shape" – ブルック、キャラハン教授、カンパニー - "Delta Nu Nu Nu" – エル、ブルック † - "Take It Like a Man" – エル、エメット、セールス - "Kyle the Magnificent" – カイル † - "Bend and Snap" – エル、ポーレット、セリーナ、マーゴ、ピラー、美容師、カイル、カンパニー - "There! Right There!" – エル、キャラハン教授、エメット、ブルック、ヴィヴィアン、ワーナー、イーニッド、裁判官、ニコス、カルロス、カンパニー - "Legally Blonde" – エル、エメット - "Legally Blonde Remix" – ヴィヴィアン、エル、ポーレット、カイル、イーニッド、エルの両親、マーゴ、セリーナ、ピラー、ブルック、カンパニー - "Scene of the Crime" – エル、裁判官、セリーナ、マーゴ、ピラー、カンパニー † - "Omigod You Guys (Reprise)" – エル、ブルック、マーゴ、セリーナ、ピラー、裁判官、カンパニー † - "Find My Way/Finale" – エル、ポーレット、エメット、カンパニー |

サンフランシスコ公演の間、「"Love and War"」が使用されたが、ブロードウェイに移行する際のちの「"Positive"」に置き換えられた.。ちなみに「"Positive"」の前は「"Beacon of Positivity"」であった。
ワークショップの間、のちの「"Ireland"」の位置に「"Good Boy"」が存在していた。
「"Bows"」はiTunesにおいて、イギリスのライヴ・ロンドン・キャスト・レコーディングのボーナス・トラックとして収録されているが、ブロードウェイ・レコーディングには収録されていない。「"Kyle the Magnificent"」もライヴ・ロンドン・キャスト・レコーディングのボーナス・トラックとして「"Take It Like a Man"」の後に収録され、舞台でも使用されている。ブロードウェイ・キャスト・レコーディングでは「"Find My Way/Finale"」の後にシークレット・トラックとして収録されている。

### 楽器編成
公式オーケストラ編成はウェスト・エンド・プロダクションに準ずる。キーボード3台、ベース、ギター、ドラム、パーカッション、木管楽器2パート、トランペット2機、トロンボーン、ソロ・バイオリンが使用される。第1キーボードは指揮者により演奏される。ベース・パートはエレキベース、ダブル・ベース、コントラバス、フレットレスベース、5弦ベースで二重奏する。ギターはエレキ、アコースティック、ナイロン弦、ホロウボディ・アーチトップ、12弦、マンダリンで二重奏する。第1木管パートはアルトサックス、フルート、ピッコロ、クラリネット、オプションとしてオーボエおよびイングリッシュホルンを二重奏する。第2木管パートはフルート、クラリネット、バリトンサックスを二重奏する。トランペットはフリューゲルホーンの二重奏、トロンボーンはテナーとバスの二重奏となる。
元々このオーケストラ編成は第1回全米ツアー公演ではバイオリンはなく、木管の組み合わせも若干異なっていた。第1木管パートはアルトサックス、クラリネット、フルート、ピッコロ、オプションとしてオーボエおよびイングリッシュホルンの二重奏、第2木管パートはフルート、クラリネット、バスクラリネット、テナーおよびバリトンサックス、ティン・ホイッスルの二重奏であった。
公式オーケストラ編成に加え、オリジナル・ブロードウェイ・キャスト・プロダクションにはフレンチホルン・パート、ヴィオラとチェロのパート、第2ギターが追加され、木管は第3パートまであった。第1木管パートはアルトサックス、クラリネット、フルート、ピッコロ、ティン・ホイッスルの二重奏、第2木管パートはクラリネット、フルート、オーボエ、イングリッシュホルン、テナーサックスの二重奏、第3木管パートはフルート、クラリネット、バスクラリネット、バスーン、バリトンサックスの二重奏であった。

## プロダクション

### 2007年–2008年、ブロードウェイ
ブロードウェイ進出前、サンフランシスコにあるゴールデン・ゲート・シアターにて2007年1月23日から試験興行を行ない、2月5日から2月25日まで本公演が行なわれた。その後、ブロードウェイに移行してパレス・シアターにて2007年4月3日にプレビュー公演、29日に本公演が開幕した。ジェリー・ミッチェルが演出および振付、デイヴィッド・ロックウェルが装置デザイン、グレッグ・バーンズが衣裳デザイン、アクミ・サウンド・パートナーズが音響デザイン、ケネス・ポスナーとポール・ミラーが照明デザインを担当した。オリジナル・ブロードウェイ・キャストには主人公エル・ウッズ役にローラ・ベル・バンディ、他の役にはクリスチャン・ボール、オーフェ、マイケル・ルパートが配役された。評価は賛否両論で、オリジナル楽曲賞、ミュージカル主演女優賞を含む7部門にノミネートされたが受賞には至らなかった。
2007年9月18日、観客入りでテレビ放映のために録画され、他の2日間で観客なしで録画された。これら3本を編集し、10月13日および14日、11月3日および14日にMTVで放送された。さらにMTVはリアリティ番組「Legally Blonde: The Musical – The Search for Elle Woods」としてローラ・ベル・バンディの後継としてブロードウェイ公演エル役を演じる女優のオーディション番組を放送した。2008年6月2日、ヘイリー・ダフが司会を務めMTVで放送開始し、8エピソードが放送された。出場者の覚悟、稽古、オーディションに焦点が当てられた。サウスカロライナ州アンダーソン出身の20歳のベイリー・ハンクスが優勝した。2008年7月21日に結果が放送され、7月23日にハンクスはエル役でデビューした。準優勝者のオータム・ハルバートもDelta Nuのメンバーおよびハンクスの代役としてブロードウェイ・デビューした。
2008年10月19日、プレビュー公演30回、本公演595回上演ののち閉幕した。興行収入的に振るわず、投資を全て回収することはできなかった。

### 2008年、北米ツアー
2008年9月21日、第1回全米ツアーが開幕した。オリジナル・ブロードウェイ・プロダクションでアンサンブルおよびエル役代役であったベッキー・グルスヴィグがエル役を演じた。オーディション番組で決勝戦出場となったローレン・アシュリー・ザクリンとリアノン・ハンセンも全米ツアー公演に出演した。2010年8月15日、バージニア州ヴィエナで閉幕した。
2010年9月21日、俳優労働組合と無関係のツアーがミシシッピ川ジャクソンで開幕した。ニッキー・ボーンがエル役、カーリール・ジョセフがキャラハン教授を演じた。2011年5月15日、コネチカット州ニューヘイヴンのシュバート・シアターで閉幕した。
2022年8月上旬、ブロードウェイワールドにて非組合員による全米ツアー公演が10月にアーカンソー州フェイエットビルにて開幕することが発表された。

### 2009年–2012年、ウェスト・エンド
ウェスト・エンド公演として、2009年12月5日にプレビュー公演、2010年1月13日に本公演がサヴォイ・シアターで開幕した。オリジナル・ロンドン・キャストには主人公エル役にシェリダン・スミス、他の役にダンカン・ジェイムス、アレックス・ゴーモンド、ジル・ハーフペニー、ピーター・デイヴィソンが配役された。ロンドン・プロダクションでは「“Ireland”」の歌詞は変更された。
2009年10月、シェリダン・スミスと他の出演者により「"So Much Better"」のポップ・ビデオが収録された。2009年11月19日、BBCの「Children in Need」でウェスト・エンド・キャストによりメドレーが披露された。
本作はウェスト・エンドにてチケット・ロッタリーを導入した最初の作品となった。ブロードウェイでは浸透していたが、ウェスト・エンドではまだ導入されていなかった。本公演開幕前に前売り200万ポンドを上げた。2011年10月に閉幕予定であったが、2012年3月31日まで延長された。
2011年1月10日、エル役のシェリダン・スミスの後継にスーザン・マクファダンが配役された。7月11日、マクファダンの後継にカーリー・ステンソンが配役された。他の配役変更にはワーナー役のリチャード・フリーシュマンおよびベン・フリーマン、ポーレット役にデニス・ヴァン・アウテンおよびナタリー・ケイシー、エメット役にリー・ミードおよびスティーブン・アシュフィールド、マーゴ役にカーリー・ステンソン、ヴィヴィアン役にショバン・ディロンが配役された。
2011年3月13日、新作ミュージカル作品賞、ミュージカル主演女優賞(シェリダン・スミス)、ミュージカル助演女優賞(ジル・ハーフペニー)の3部門でローレンス・オリヴィエ賞を受賞した。
2012年4月7日、ブロードウェイ公演より多い974回上演ののちロンドンにて閉幕した。

### 2011年、第1回全英ツアー
2011年7月8日、リバプール・エンパイア・シアターにて第1回全英ツアー公演が開幕した。エル役にフェイ・ブルックス、キャラハン教授役にデイヴ・ウィレッツ、エメット役にイワン・ルイス、ポーレット役にリズ・マクラーノン、のちにクレア・スウィーニーが配役された。
キャラハン教授役はウィレッツの後、マシュウ・ケリー、その後リー・デニスに、ポーレット役はニッキー・エヴァンスに変更となった。アバディーンでの上演ではエイミー・レノックスがエル役を演じ、エメット役のスティーブン・アシュフィールドは降板から数週間後に復帰した。2012年7月17日、ポーレット役にニッキー・エヴァンスの後継にジェニファー・エリソンが配役され、ワーナー役のレイ・クインの後継にガレス・ゲイツが配役された。
2012年10月6日、ニュー・ウィンブルドン・シアターにて全英ツアーは閉幕した。

### 2012年、オーストラリア・プロダクション
2012年9月、オーストラリアのシドニーにあるリリック・シアターにてプレビュー公演が、10月4日に本公演が開幕した。
ルーシー・デュラックがエル役、ロブ・ミルズがワーナー役、デイヴィッド・ハリスがエメット役、エリカ・ヘイナッツがブルック役、ヘレン・ダリモアがポーレット役に配役された他、キャメロン・ダッドがキャラハン教授に配役され20年ぶりにオーストラリアの舞台に立った。
2013年7月14日、メルボルンのプリンセス・シアターで閉幕した。ヘルプマン・アワードにおいてミュージカル作品賞を含む5部門を受賞した。

### 2016年、レスター・プロダクション
2016年4月および5月、イングランドのレスターにあるカーヴ・シアターで上演された。『Xファクター』決勝戦出場者のルーシー・ジョーンズがエル役、イアン・ケルシーがキャラハン教授役、トゥペル・ドーグがポーレット役、ジョン・ロビンスがエメット役、ダニー・マックがワーナー役に配役された。

### 2017年–2018年、第2回全英ツアー
2017年から2018年、新たな出演者による第2回全英ツアーが行なわれた。2017年9月14日から23日のチャーチル・シアターで開幕し、2018年6月30日のパレス・シアターで閉幕した。ルーシー・ジョーンズがエル役、デイヴィッド・バレットがエメット役、リアム・ドイルがワーナー役、リタ・シモンズがポーレット役、ヘレン・ペトロヴナがブルック役、ローラ・ハリソンがヴィヴィアン役に配役された。

### 2022年、ロンドン再演
2022年5月13日から7月2日、リージョンズパーク・オープンエア・シアターにてロンドン再演が開幕した。ルーシー・モスが演出し、エレン・ケインが振付を担当した。コートニー・ボウマンがエル役、マイケル・アホムカ・リンゼイがエメット役、ローレン・ドリューがブルック役、ヴァネッサ・フィッシャーがヴィヴィアン役、アイザック・ヘスケスがマーゴ役、ナディン・ヒギンがポーレット役、Alžbeta Matyšákováばイーニッド役、ユージン・マッコイがキャラハン教授役、グレイス・モートがピラー役、アリステア・トゥーヴェイがワーナー役、ハンナ・ユン・チャンバーレインがセリーナ役に配役された。プロの舞台において、ヘスケスがマーゴ役で、Matyšákováがイーニッド役で初のトランス・ノンバイナリとなった。イーニッドの役柄はMatyšákováのノンバイナリの性質に合わせて変更された。

### 海外プロダクション
韓国、中国、マレーシア、日本、オランダ、フィリピン、スウェーデン、フィン旦土、オーストリア、ドミニカ共和国、パナマ、ニュージーランド、ドイツを含む海外プロダクションで上演されている。
2012年5月17日、フランスのパリのル・パレスでフランス語プロダクションが上演された。2012年6月10日、観客動員の低さによるボックスオフィス・ボムとされ3週間上演後に閉幕した。
2020年2月、イスラエルにてヘブライ語プロダクションが開幕予定となった。Ania Buksteinがエル役、Oz Zehaviがエメット役、Sassi Keshetがキャラハン教授役、ハンナ・ラースローがポーレット役、Mei Finegoldがブルック役に配役された。

#### 日本公演
2013年8月24日、洗足学園音楽大学ミュージカルコース主催の「中高生のためのミュージカル」公演として、同大学ビッグマウスにて日本初演が上演された。

##### 東宝版
東宝、関西テレビ放送製作。主人公エルは神田沙也加が演じた。神田はエル役の演技で第43回菊田一夫演劇賞（演劇賞）を受賞した。

###### 公演期間（東宝版）
2017年
3月21日 - 4月3日（東京シアタークリエ）
4月5・6日（愛知県芸術劇場大ホール）
4月12日（大分iichikoグランシアタ）
4月15・16日（福岡キャナルシティ劇場）
4月18日（広島JMSアステールプラザ大ホール）
4月20日（静岡浜松市浜北文化センター大ホール）
4月23日（福井越前市いまだて芸術館）
4月27日 - 30日（メルパルクホール大阪）
2019年
2月11日 - 2月28日（東京シアタークリエ）
3月3日（山形やまぎんホール）
3月6日（静岡静岡市清水文化会館マリナート）
3月9・10日（愛知刈谷市総合文化センターアイリス）
3月14日 - 18日（大阪梅田芸術劇場シアター・ドラマシティ）
3月20・21日（広島はつかいち文化ホールさくらぴあ 大ホール）
3月23・24日（福岡久留米シティプラザ ザ・グランドホール）
3月27・28日（長野ホクト文化ホール中ホール）
3月31日（富山オーバードホール）

###### スタッフ（東宝版）
- 製作：東宝・関西テレビ放送
- 音楽／詞：ローレンス・オキーフ（英語版）&ニール・ベンジャミン（英語版）
- 脚本：ヘザー・ハック（英語版）
- 演出・翻訳・訳詞：上田一豪
- 音楽監督：小澤時史
- 歌唱指導：市川祐子
- 振付：藤林美沙・梅棒
- 舞台監督：宇佐美雅人
- 演出助手：永井誠（2017年）・伊達紀行（2019年）

###### キャスト（東宝版）
| 役名         | 2017年         | 2019年     |
| ------------ | -------------- | ---------- |
| エル         | 神田沙也加     | 神田沙也加 |
| エメット     | 佐藤隆紀       | 平方元基   |
| ワーナー     | 植原卓也       | 植原卓也   |
| ポーレット   | 樹里咲穂       | 樹里咲穂   |
| ヴィヴィアン | 新田恵海       | 新田恵海   |
| ブルック     | 木村花代       | 木村花代   |
| キャラハン   | 長谷川初範     | 長谷川初範 |
| セリーナ     | 中村百花       | まりゑ     |
| マーゴ       | 真瀬はるか     | 美麗       |
| ピラー       | ダンドイ舞莉花 | MARIA-E    |
| イーニッド   | 武者真由       | 武者真由   |

- その他のキャスト

2017年
青山郁代、エリアンナ、北川理恵、濱平奈津美、上野聖太、加藤潤一、高瀬雄史、古川隼大
2019年
青山郁代、折井理子、濵平奈津美、山口ルツコ、上野聖太、高瀬雄史、棚橋麗音、古川隼大

## 出演者
主要なプロダクションのオリジナル・キャストを以下に示す。
| 役名                        | オリジナル・ブロードウェイ・キャスト | オリジナル第1回全米ツアー・キャスト | オリジナル第2回全米ツアー・キャスト (非組合員) | オリジナル・ロンドン・キャスト | オリジナル全英ツアー・キャスト          | 第2回全英ツアー・キャスト | 2022年ロンドン再演             |
| --------------------------- | ------------------------------------ | ----------------------------------- | ---------------------------------------------- | ------------------------------ | --------------------------------------- | ------------------------- | ------------------------------ |
| エル・ウッズ                | ローラ・ベル・バンディ               | ベッキー・ガルスヴィグ              | ニッキー・ボーン                               | シェリダン・スミス             | フェイ・ブルックス                      | ルーシー・ジョーンズ      | コートニー・ボウマン           |
| エメット・フォレスト        | クリスチャン・ボール                 | D・B・ボンズ                        | ニック・ルーリュー                             | アレックス・ゴーモンド         | イワン・ルイス                          | デイヴィッド・バレット    | マイケル・アホムカ・リンゼイ   |
| ポーレット・ブオヌフォンテ  | オーフェウ                           | ナタリー・ジョイ・ジョンソン        | ジリアン・ウォラック                           | ジル・ハーフペニー             | リズ・マクラーノン クレア・スウィーニー | リタ・シモンズ            | ナディン・ヒギン               |
| キャラハン教授              | マイケル・ルパート                   | ケン・ランド                        | カーリル・ジョセフ                             | ピーター・デイヴィソン         | デイヴ・ウィレッツ                      | ビル・ウォード            | ユージン・マッコイ             |
| ワーナー・ハンティントン3世 | リチャード・H・ブレイク              | ジェフ・マクリーン                  | マシュウ・ラガス                               | ダンカン・ジェイムス           | ニール・トゥーン                        | リアム・ドイル            | アリステア・トゥーヴェイ       |
| ヴィヴィアン・ケンジントン  | ケイト・シンドル                     | メーガン・ルイス                    | ハンナ・クルス                                 | キャロライン・キーフ           | シャーロット・ハーウッド                | ローラ・ハリソン          | ヴァネッサ・フィッシャー       |
| ブルック・ウィンダム        | ニッキー・シェルソン                 | コリーン・セクストン                | シャナン・ミュラン                             | イーフ・マルホランド           | ハンナ・グロヴァ―                       | ヘレン・ペトロヴナ        | ローレン・ドリュー             |
| イーニッド・フープス        | ナタリー・ジョイ・ジョンソン         | グレッチェン・バーガート            | サラ・ベス・ファイファー                       | スージー・マカダム             | ジェンマ・ベアード                      | ナンシー・ヒル            | Alžbeta Matyšáková             |
| カイル                      | アンディ・カール                     | ヴェン・ダニエル                    | マイケル・ミルトン                             | クリス・エリス・スタントン     | ルイス・グリフィス                      | ベン・ハーロウ            | ドミニク・ラム                 |
| セリーナ                    | レスリー・クリッツァー               | コートニー・ウォルフソン            | ナディア・ヴィニスキー                         | スーザン・マクファダン         | シニード・ロング                        | レイチェル・グランディ    | ハンナ・ユン・チャンバーレイン |
| マーゴ                      | アナリー・アシュフォード             | リアノン・ハンセン                  | マギー・テイラー                               | エイミー・レノックス           | ソフィ・アイザックス                    | レベッカ・スタンハウス    | アイザック・ヘスケス           |
| ピラー                      | デキナ・ムーア                       | クリスタル・ジョイ                  | ブリット・ウエスト                             | イビナボ・ジャック             | マイカ・リチャードソン                  | デリシア・ベルグレイヴ    | グレイス・モート               |

- 2007年9月半ばに撮影されたテレビ放送版には基本的にオリジナル・ブロードウェイ・キャストが出演しているが[93]、8月に降板したセリーナ役のレスリー・クリッツァーの代わりにトレイシー・ジェイ・エドワーズ[94]、7月に降板したピラー役のデキナ・ムーアの代わりにアスメレット・ゲブレミカエルが出演した[95][94]。

## レコーディング
2007年5月7日および8日、オリジナル・ブロードウェイ・キャスト・レコーディングが収録され、7月17日、Sh-K-ブーム・レコードのゴーストライト・レコードからリリースされた。7月23日の週、「ビルボード」誌のキャスト・アルバム・チャートにて第1位、ビルボード200で第86位にチャートインした。
プレビュー公演前、やや異なるキャスト、編曲、歌詞によるプロモーション用のサンプルCDがリリースされ、「"Omigod You Guys"」、「"So Much Better"」、「"Take It Like a Man"」が収録された。
制作段階において、ケリー・バトラーを含む様々な女優がエル役を務めて12曲入りのデモテープがリリースされた。ワークショップ・バージョンの「"There! Right There!"」(「"Gay or European"」と記載)、「"Blood in the Water"」、「,"Omigod You Guys"」、「"Serious"」、「"What You Want"」、「"Legally Blonde"」、「"Legally Blonde Remix"」、「"So Much Better"」、「"Take It Like a Man"」に加え、最終版ではカットされた「"Beacon of Positivity"」(プレビュー公演では「"Love and War"」、その後「"Positive"」となった)、「"Ireland"」ではなく「"Good Boy"」が収録された。
2008年7月22日、オーディション番組『The Search for Elle Woods』優勝者のベイリー・ハンクスはシングルとして「"So Much Better"」をレコーディングした。
2010年6月、シェリダン・スミス、アレックス・ゴーモンド、ダンカン・ジェイムスが主演するライヴ・ロンドン・キャスト・レコーディングが収録され、8月16日にリリースされた。ブロードウェイ・キャスト・レコーディングと同じ楽曲が収録された他、デジタル配信版ではボーナス・トラックとして「"Kyle the Magnificent"」およびカーテンコールの楽曲が追加された。

## 受賞歴（ミュージカル）

### ブロードウェイ公演
| 年     | 賞                                                    | 部門                                  | ノミネート者                            | 結果       |
| ------ | ----------------------------------------------------- | ------------------------------------- | --------------------------------------- | ---------- |
| 2007年 | 第73回ドラマ・リーグ・アワード                        | Distinguished Production of a Musical |                                         | ノミネート |
| 2007年 | 第73回ドラマ・リーグ・アワード                        | Distinguished Performance             | クリスチャン・ボール（エメット役）      | ノミネート |
| 2007年 | 第73回ドラマ・リーグ・アワード                        | Distinguished Performance             | ローラ・ベル・バンディ（エル役）        | ノミネート |
| 2007年 | ドラマ・デスク・アワード                              | ミュージカル主演女優賞                | ローラ・ベル・バンディ（エル役）        | ノミネート |
| 2007年 | ドラマ・デスク・アワード                              | ミュージカル脚本賞                    | ヘザー・ハック                          | ノミネート |
| 2007年 | ドラマ・デスク・アワード                              | 振付賞                                | ジェリー・ミッチェル                    | ノミネート |
| 2007年 | ドラマ・デスク・アワード                              | ミュージカル演出賞                    | ジェリー・ミッチェル                    | ノミネート |
| 2007年 | ドラマ・デスク・アワード                              | ミュージカル助演男優賞                | クリスチャン・ボール（エメット役）      | ノミネート |
| 2007年 | ドラマ・デスク・アワード                              | ミュージカル助演女優賞                | オルフェ（ポーレット役）                | ノミネート |
| 2007年 | ドラマ・デスク・アワード                              | 作詞賞                                | ローレンス・オキーフ ネル・ベンジャミン | ノミネート |
| 2007年 | ドラマ・デスク・アワード                              | 作曲賞                                | ローレンス・オキーフ ネル・ベンジャミン | ノミネート |
| 2007年 | ドラマ・デスク・アワード                              | ミュージカル作品賞                    |                                         | ノミネート |
| 2007年 | ドラマ・デスク・アワード                              | 装置デザイン賞                        | David Rockwell                          | ノミネート |
| 2007年 | アウター・クリティクス・サークル・アワード            | ミュージカル助演女優賞                | オルフェ（ポーレット役）                | ノミネート |
| 2007年 | アクターズ・エクイティ・アソシエーション ACCAアワード | Outstanding Broadway Chorus           |                                         | 受賞       |
| 2008年 | デイタイム・エミー賞 （MTV放送版）                    | 特別番組 演出賞                       |                                         | ノミネート |
| 2008年 | デイタイム・エミー賞 （MTV放送版）                    | 特別番組 作品賞                       |                                         | ノミネート |
| 2008年 | トニー賞                                              | ミュージカル脚本賞                    | ヘザー・ハック                          | ノミネート |
| 2008年 | トニー賞                                              | オリジナル楽曲賞                      | ローレンス・オキーフ ネル・ベンジャミン | ノミネート |
| 2008年 | トニー賞                                              | ミュージカル主演女優賞                | ローラ・ベル・バンディ（エル役）        | ノミネート |
| 2008年 | トニー賞                                              | ミュージカル助演男優賞                | クリスチャン・ボール（エメット役）      | ノミネート |
| 2008年 | トニー賞                                              | ミュージカル助演女優賞                | オルフェ（ポーレット役）                | ノミネート |
| 2008年 | トニー賞                                              | 振付賞                                | ジェリー・ミッチェル                    | ノミネート |
| 2008年 | トニー賞                                              | ミュージカル衣装デザイン賞            | グレッグ・バーンズ                      | ノミネート |

### 全米ツアー公演
| 年     | 賞                                   | 部門                                              | ノミネート者            | 結果       |
| ------ | ------------------------------------ | ------------------------------------------------- | ----------------------- | ---------- |
| 2009年 | ヘレン・ヘイズ・アワード             | Outstanding Lead Actress, Non-Resident Production | Becky Gulsvig（エル役） | ノミネート |
| 2009年 | ツーリング・ブロードウェイ・アワード | 新作ツーリング・ミュージカル賞                    |                         | 受賞       |
| 2009年 | ツーリング・ブロードウェイ・アワード | デザイン賞                                        |                         | 受賞       |
| 2009年 | ツーリング・ブロードウェイ・アワード | 振付賞                                            | ジェリー・ミッチェル    | 受賞       |

### ウエスト・エンド公演
| 年     | 賞                                           | 部門                    | ノミネート者                                                  | 結果       |
| ------ | -------------------------------------------- | ----------------------- | ------------------------------------------------------------- | ---------- |
| 2010年 | イブニング・スタンダード・シアター・アワード | 女優賞                  | シェリダン・スミス（エル役）                                  | ノミネート |
| 2010年 | イブニング・スタンダード・シアター・アワード | ミュージカル作品賞      |                                                               | ノミネート |
| 2011年 | ワッツオンステージ・アワード                 | ミュージカル女優賞      | シェリダン・スミス（エル役）                                  | 受賞       |
| 2011年 | ワッツオンステージ・アワード                 | ミュージカル男優賞      | Alex Gaumond（エメット役）                                    | ノミネート |
| 2011年 | ワッツオンステージ・アワード                 | ミュージカル助演女優賞  | ジル・ハーフペニー（ポーレット役）                            | 受賞       |
| 2011年 | ワッツオンステージ・アワード                 | ミュージカル助演男優賞  | クリス・エリス＝スタントン（Grandmaster Chad, Dewey, Kyle役） | ノミネート |
| 2011年 | ワッツオンステージ・アワード                 | Best Takeover in a Role | デニス・ヴァン・オーテン（ポーレット役）                      | ノミネート |
| 2011年 | ワッツオンステージ・アワード                 | 新作ミュージカル作品賞  |                                                               | 受賞       |
| 2011年 | ワッツオンステージ・アワード                 | 振付賞                  | ジェリー・ミッチェル                                          | 受賞       |
| 2011年 | ローレンス・オリヴィエ賞                     | 新作ミュージカル作品賞  |                                                               | 受賞       |
| 2011年 | ローレンス・オリヴィエ賞                     | ミュージカル女優賞      | シェリダン・スミス（エル役）                                  | 受賞       |
| 2011年 | ローレンス・オリヴィエ賞                     | ミュージカル男優賞      | Alex Gaumond（エメット役）                                    | ノミネート |
| 2011年 | ローレンス・オリヴィエ賞                     | ミュージカル助演賞      | ジル・ハーフペニー（ポーレット役）                            | 受賞       |
| 2011年 | ローレンス・オリヴィエ賞                     | 振付賞                  | ジェリー・ミッチェル                                          | ノミネート |
| 2012年 | ワッツオンステージ・アワード                 | Best Takeover in a Role | スーザン・マクファーデン（エル役）                            | ノミネート |

### オーストラリア公演
| 年     | 賞           | 部門                   | ノミネート者                     | 結果 |
| ------ | ------------ | ---------------------- | -------------------------------- | ---- |
| 2013年 | ヘルプマン賞 | ミュージカル作品賞     |                                  | 受賞 |
| 2013年 | ヘルプマン賞 | ミュージカル主演女優賞 | ルーシー・デュラック（エル役）   | 受賞 |
| 2013年 | ヘルプマン賞 | ミュージカル助演女優賞 | ヘレン・ダリモア（ポーレット役） | 受賞 |
| 2013年 | ヘルプマン賞 | 振付賞                 | ジェリー・ミッチェル             | 受賞 |
| 2013年 | ヘルプマン賞 | ミュージカル演出賞     | ジェリー・ミッチェル             | 受賞 |

### ドミニカ公演
| 年     | 賞         | 部門               | ノミネート者                     | 結果       |
| ------ | ---------- | ------------------ | -------------------------------- | ---------- |
| 2014年 | ソベラノ賞 | 振付賞             | ベニー・ペレス                   | ノミネート |
| 2014年 | ソベラノ賞 | ミュージカル作品賞 |                                  | ノミネート |
| 2014年 | ソベラノ賞 | 男優賞             | エクトル・アニバル（エメット役） | ノミネート |
| 2014年 | ソベラノ賞 | 女優賞             | アカリ・エンドウ（エル役）       | ノミネート |

### 日本公演
| 年     | 賞                   | 部門   | ノミネート者         | 結果 |
| ------ | -------------------- | ------ | -------------------- | ---- |
| 2017年 | 第43回菊田一夫演劇賞 | 演劇賞 | 神田沙也加（エル役） | 受賞 |

## 特記
1. ↑  ウェスト・エンド・プロダクションではウースターのくだりは削除され、子供の1人はシーマスという名であるというエピソードに置き換えられた。